# Monoblastia cypressi
Monoblastia cypressi är en lavart som beskrevs av R. C. Harris. Monoblastia cypressi ingår i släktet Monoblastia och familjen Monoblastiaceae.   Inga underarter finns listade i Catalogue of Life.